# Who's Afraid of the Art of Noise?
Who's Afraid of the Art of Noise? è l'album ufficiale di debutto degli Art of Noise nel 1984.

## Il disco
Il brano che ebbe maggiore successo, grazie anche al video innovativo ed una ritmica funk, fu Close (to the Edit). Caratteristico è l'effetto vocale Hey, ripreso successivamente dai Prodigy in Firestarter. 
Un'altra pietra miliare della produzione degli Art of Noise è la melodica serenata elettronica Moments in Love. Ripresa più volte nei decenni seguenti, conta parecchie versioni remixate e inserite in varie compilation.
Beat Box, qui presente nella versione Diversion One, con i suoi mix di batteria e ritmiche sincopate riuscì ad influenzare la produzione dance degli anni '80.
Per "Snapshot" venne risuonato un frammento della canzone Baba O' Riley degli Who, uscita nel 1971.

## Tracce
1. A Time for Fear (Who's Afraid) – 4:43
2. Beat Box (Diversion One) – 8:33
3. Snapshot – 1:00
4. Close (to the Edit) – 5:41
5. Who's Afraid (of the Art of Noise) – 4:22
6. Moments in Love – 10:17
7. Memento – 2:14
8. How to Kill – 2:44
9. Realisation – 1:41

Durata totale: 41:15

## Riferimenti
- All Music Guide (EN) link, su AllMusic, All Media Network.